# DOSTA!
DOSTA! je drugi studijski album bosanskohercegovačkog repera Frenkija. Album je objavljen jedino u BiH.

## Uvod
Album je sam po sebi više od mixtapeova s izvornim beatovima i kvalitetom studijskog albuma. Prihvaćen je kao album. Posvećen je pokretu DOSTA. Postoji pjesma "Dosta" koja se ne nalazi na albumu, a koju su snimili Frenkie i Dubioza kolektiv.

## Album
Sve pjesme u albumu govore o političkom i socijalnom stanju u Bosni i o samoj Bosni.

### Kontroverze
Frenkie s albumom podiže neke kontroverze, posebno pjesmom "Mr. Policeman" u kojima se vrijeđa policija. Pjesma se usredotočuje na velike razmjere korupcije u redovima bosanskohercegovačke policije. Radio 202 je kažnjen novčanom kaznom od 200€ zbog puštanja pjesme, no Frenkie je odgovorio objavljivanjem pjesme "Massiv" na FmJamu koja govori o cenzuriranju.
Druga pjesma koja je podigla manje prašine je "Rat savezu". Pjesma govori o korumpiranosti  Nogometnog saveza BiH i posvećena je navijačkoj organizaciji BHFanaticos.

## Popis pjesama
| 1.    | »Još uvijek«     |            | 2:29 |
| 2.    | »Moj sokak«      |            | 3:15 |
| 3.    | »Promjene«       | Heavy D    | 3:26 |
| 4.    | »Još jednom«     |            | 3:24 |
| 5.    | »Rat savezu«     |            | 3:26 |
| 6.    | »Rewind«         | Edo Maajka | 3:35 |
| 7.    | »Oko mene«       |            | 3:38 |
| 8.    | »Ne mogu pomoći« |            | 3:31 |
| 9.    | »Zona«           | Zona 49    | 3:14 |
| 10.   | »On je Šef«      |            | 2:47 |
| 11.   | »Mr. Policeman«  |            | 3:16 |
| 12.   | »Ovdje«          |            | 3:05 |
| 39:14 |                  |            |      |